# 餅々ころっけ
餅々ころっけ（もちもちころっけ）は、日本のライトノベル作家である。

## 概要
京都府出身。コミカライズ作品『転生したらスライムだった件』と『盾の勇者の成り上がり』に出会ったことをきっかけに小説投稿サイト「小説家になろう」と出会い、自身も執筆してみることを決めたと話している。2017年の第1回モーニングスター大賞では『必中の投擲士 ～石ころ投げて聖女様助けたった!～』が受賞を果たし、同作でデビューした。同書は2017年5月から刊行されている。

## 作品一覧
- 『必中の投擲士 ～石ころ投げて聖女様助けたった!～』シリーズ（イラスト: 松堂、モーニングスターブックス〈新紀元社〉、既刊2巻）
  1. 2017年5月22日[6]、ISBN 978-4-7753-1498-2
  2. 2018年5月31日[7]、ISBN 978-4-7753-1593-4